# Thorax (Étolie)
 (avril 2024).
Thorax (en grec ancien : Θώραξ) est une polis antique située en Étolie. Elle est mentionnée par Étienne de Byzance,,. 